# The Unperverted Pantomime
The Unperverted Pantomime – album kompilacyjny brytyjskiej grupy Killing Joke, wydany "półoficjalnie" w 1982 roku w postaci kasety magnetofonowej w limitowanym nakładzie 2000 egzemplarzy. Na listę utworów złożyły się cztery nagrania z tzw. Peel Sessions i jedenaście koncertowych.
Zamykający album "Bodies" jest coverem piosenki grupy Sex Pistols.
27 października 2008, nakładem wytwórni Eastworld Recordings,  ukazała się oficjalna reedycja płyty, zatytułowana The Original Unperverted Pantomime. Zawierała ona dodatek DVD z zapisem koncertu w klubie East Side w Filadelfii (USA) 17 sierpnia 1981.
W 2003 roku ukazał się album o podobnym tytule, The Unperverted Pantomime?, jednak złożyły się na niego inne nagrania.

## Lista utworów (1982,The Unperverted Pantomime)
| Strona pierwsza (Side One) 28:40 Część zatytułowana THE END/STUDIO TRACKS: 1. "We Have Joy" 2. "Empire Song" 3. "Chop Chop" 4. "The Hum" Część zatytułowana THE BEGINNING/LIVE 1979: 1. "Psyche" (pojedyncze "s") 2. "Nervous System" 3. "Animal" | Strona druga (Side Two) 29:20 Podtytuł: LIVE 1979 1. "Change" 2. "Nuclear Boy" 3. "Turn to Red" 4. "Malicious Boogie" 5. "Wardance" 6. "Are You Receiving?" 7. "You’re Being Followed" 8. "Bodies" |

## Lista utworów (2008,The Original Unperverted Pantomime)
Nr katalogowy: EWT0036CD
| CD 1. "We Have Joy" 2:50 2. "Empire Song" 3:23 3. "Chop Chop" 4:37 4. "The Hum" 4:39 5. "Pssyche" (podwójne "s") 5:10 6. "Nervous System" 4:31 7. "Animal" 3:09 8. "Change" 4:20 9. "Nuclear Boy" 3:18 10. "Turn to Red" 3:51 11. "Malicious Boogie" 3:04 12. "Wardance" 3:47 13. "Are You Receiving" (bez znaku zapytania) 5:08 14. "You’re Being Followed" 3:04 15. "Bodies" 2:40 | DVD 1. "Wardance" 3:14 2. "Unspeakable" 4:34 3. "The Wait" 3:51 4. "The Fall of Because" 4:11 5. "Primitive" 3:03 6. "Exit" 2:43 7. "Requiem" 2:43 8. "Follow the Leaders" 3:27 9. "Change" 3:49 10. "Pssyche" (podwójne "s") 6:34 11. "Tension" 4:01 |

## Twórcy
- Jaz Coleman – śpiew, instrumenty klawiszowe
- Martin „Youth” Glover – gitara basowa, śpiew
- Paul Ferguson – perkusja
- Geordie Walker – gitara